# Koroğlu (stanice metra v Baku)
Koroğlu je stanice na lince 1 a 2 metra v Baku, která se nachází mezi stanicemi Ulduz a Qara Qarayev.

## Popis
Stanice byla otevřena 6. listopadu 1972. Původně byla pojmenována po Mešadi Azizbekovovi, ázerbájdžánském komunistovi a revolucionáři. V listopadu 2011 prošla stanice rekonstrukcí, po níž byla přejmenována na Koroğlu na počest hrdiny tureckého eposu.